# 柏林猶太博物館
柏林猶太博物館（德語：Jüdisches Museum Berlin）是一家位於德國柏林克羅伊茨貝格的博物館，以德國猶太人兩千年來的歷史文物與生活紀錄為主要展出。
1933年，該館在柏林奧蘭尼安貝格街的一個猶太教教堂創辦，5年後，由於納粹政權興起，而被迫關閉。
1971年才第一次有人提出恢復柏林猶太博物館的計劃。1975年，猶太博物館協會成立。1978年，此館開幕，當時它僅僅是柏林博物館中的一個分部。到了1999年，猶太博物館正式獨立成為單一的機構，並尋找館址成立獨立的建築物。2001年，柏林猶太博物館落成，建築師是知名的丹尼爾·里伯斯金。
博物館曾任職的館長包括麥可·布魯蒙賽爾，他曾在美國卡特總統時期，擔任過美國的財務部長。

## 建築

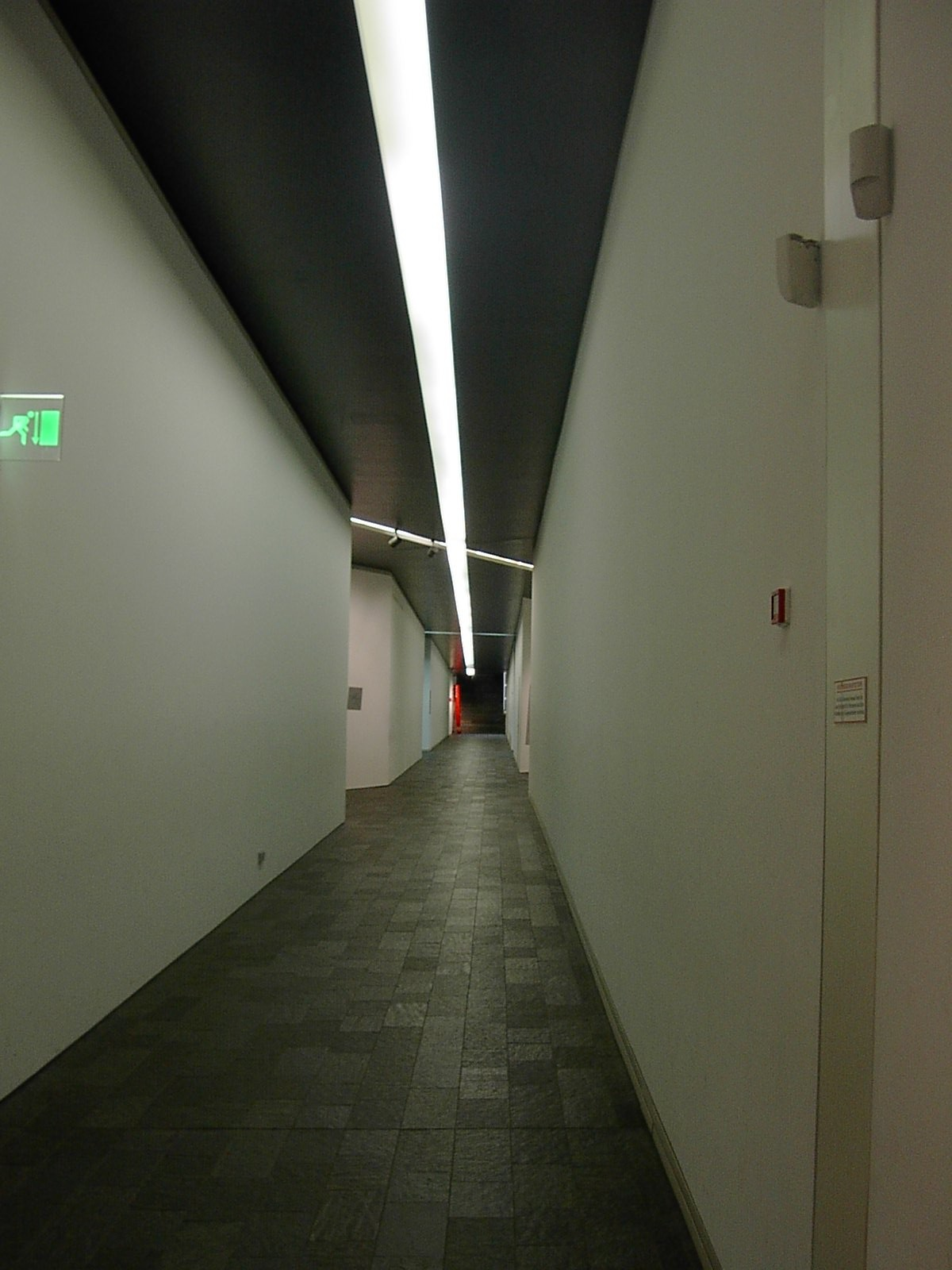
刻意安排的狹閉空間與照明

柏林猶太博物館的新建築是相當不同於其他博物館的，因為它並不反應任何功能需求，空間設計的訴求不是為了展出文獻、繪畫或是播放紀錄等，而是將空間本身視做德國猶太人的歷史故事來銓釋。因此整個博物館建築可說是一個介於建築學和雕塑間的藝術作品。
此博物館的基地圖，從上方看是線型的閃電狀，呈之字形（圖片）。外觀則由鍍鋅金屬片覆蓋，窗口都是斜線狀，不規則的橫割建物本體，這些窗口線是依據柏林地圖上的一些猶太歷史地點而被連起的，它們也被視為連結德國猶太人不同時期的破碎象徵，此建物本身沒有對外的出入口，唯一一個出入口在隔壁的大樓，也就是德國歷史博物館裡。這個出入通道的樓梯和走廊被設計的相當狹窄，並連到新建物的高塔裡，經由高塔才能通到新建物的各個樓層。此塔與通道象徵著德國和猶太人歷史是不能分離的，也是猛烈而隱密的。
此高塔通往不同樓層的走廊，被稱做軸線（Axis），主要有三個走廊通道，則被稱為三軸線。其中死亡之軸，通往高塔的中空之處，該塔亦有「浩劫塔」之稱。另一個軸線為流亡軸，經過展示猶太人生活文獻的走廊後，通往一個名為「流亡之院」的戶外庭院，庭院中豎立許多方型高柱。最後一個軸，則被稱為「連貫軸」，此走廊串起前兩個軸向，在走道間展示與猶太屠殺和流亡之外的歷史。帶有前兩軸之組合循環的隱喻，然而訪客也可透過此軸走向原先的出入口離開柏林猶太博物館。
此館猶如迷宮般壓縮、狹閉的空間設計，還有切割狀、陰暗的照明完全是館方刻意安排的，主要目的是透過空間使訪客感受到猶太人在德國充滿艱難與挑戰的歷史感。

## 展覽
此博物館中有一永久性的裝置藝術，是紀念第二次世界大戰時期猶太人最終解決方案事件而設，展示地點非常特別，就在館中某個必經走道上。
以色列藝術家馬納舍·卡迪希曼（Menashe Kadishman）用厚有三公分的鋼製作了一萬個不同的、粗糙的、象徵性的、雙眼和嘴都是打開的面孔，鋪滿整個地面，並允許訪客踏過，這個展覽稱為「落葉」（德語：Shalechet），走在這條鋪滿面孔的作品上，經常深刻的引起觀者的省思與感觸。

## 圖片

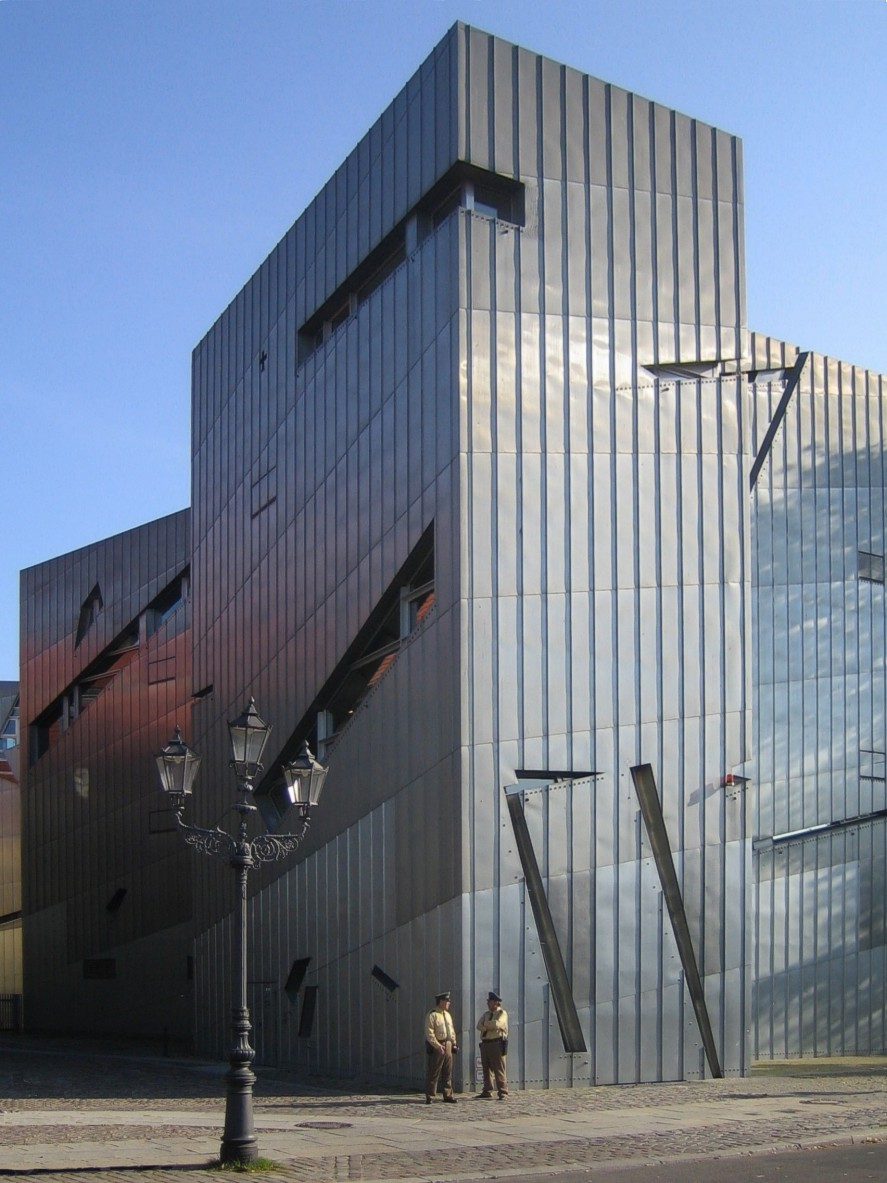
柏林猶太博物館的外觀
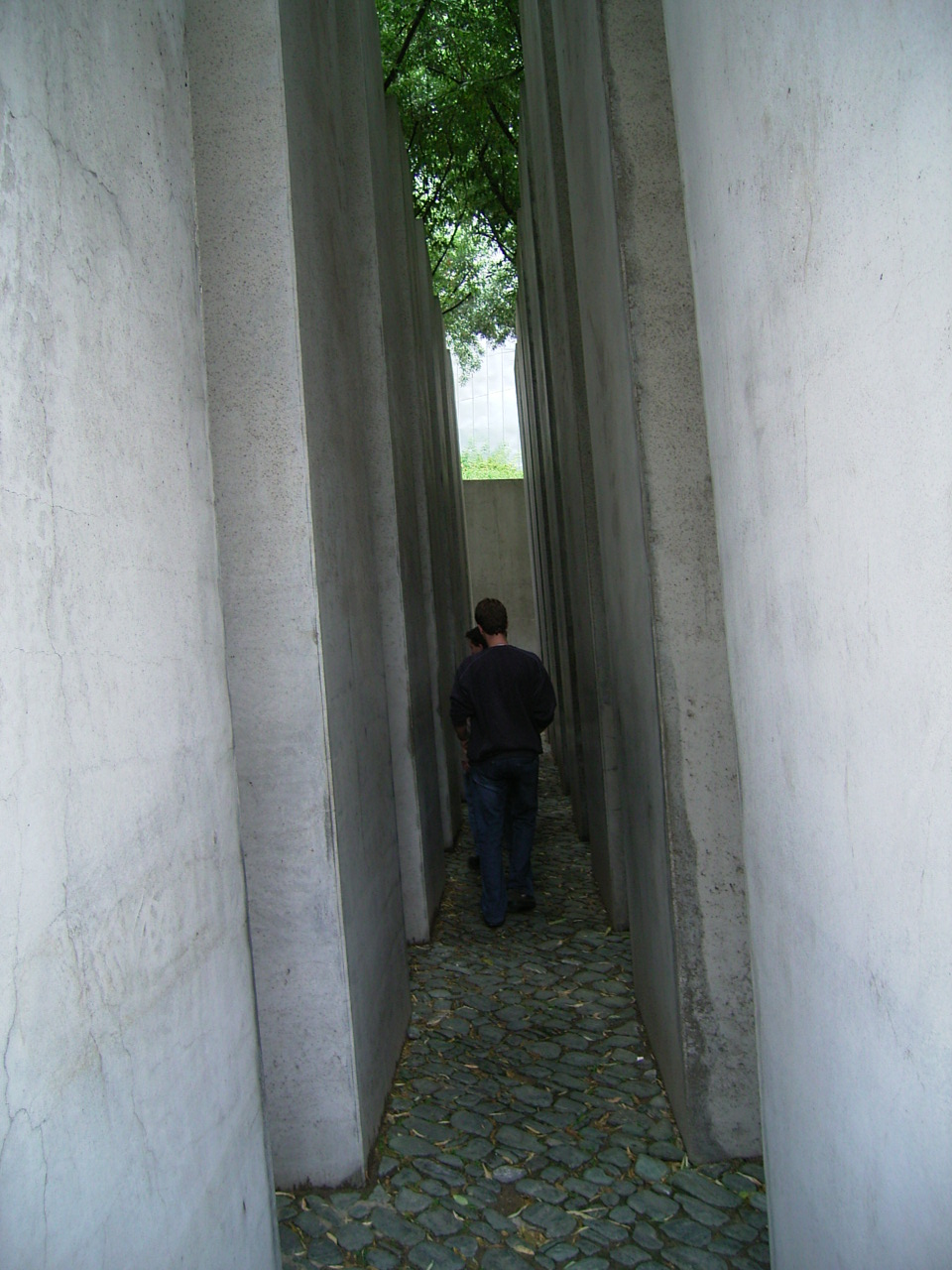
流亡之院
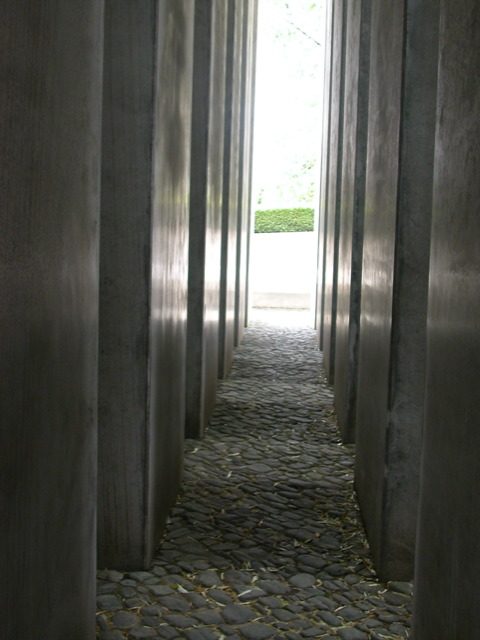
流亡之院裡的高柱
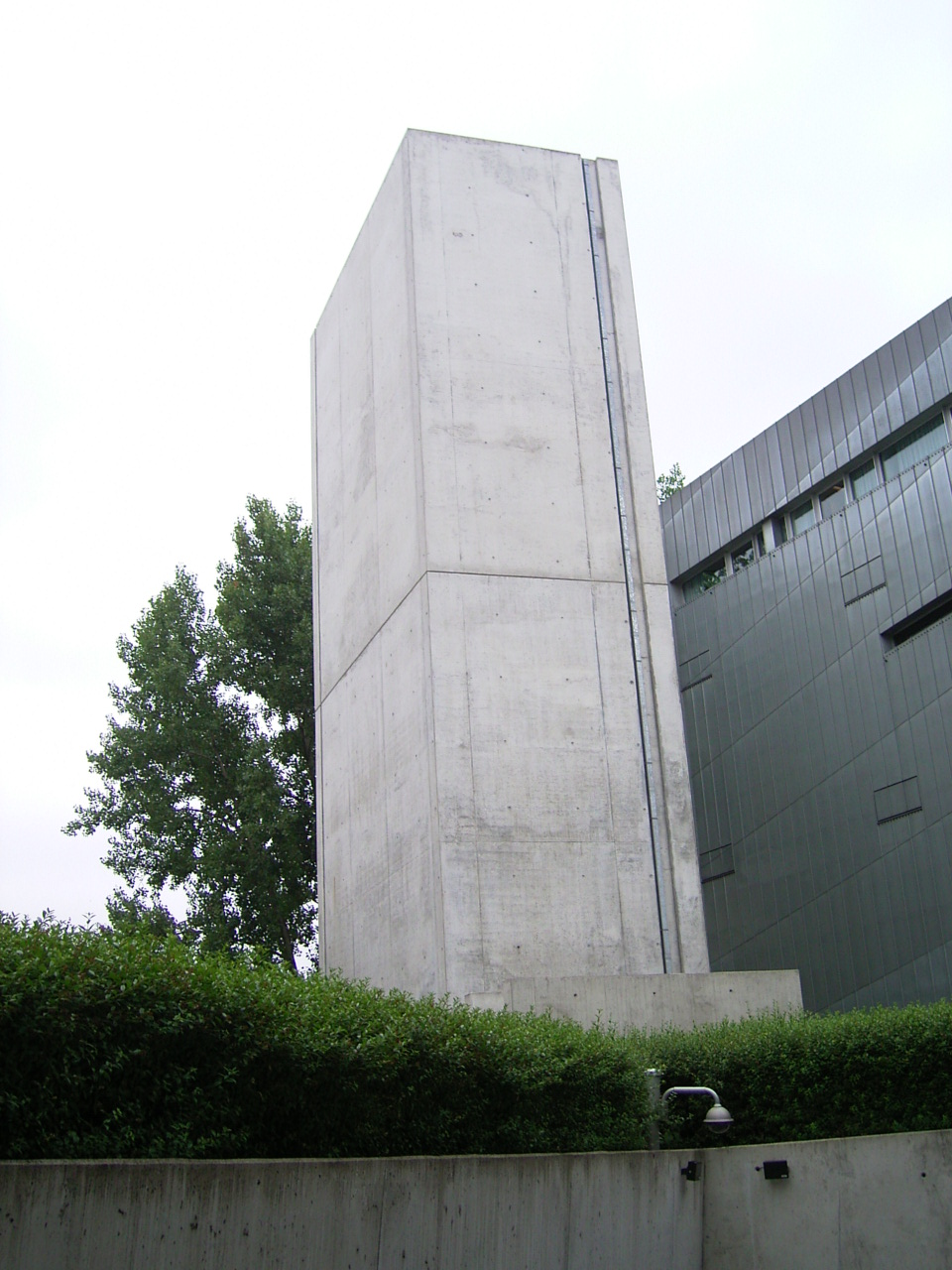
浩劫塔外觀
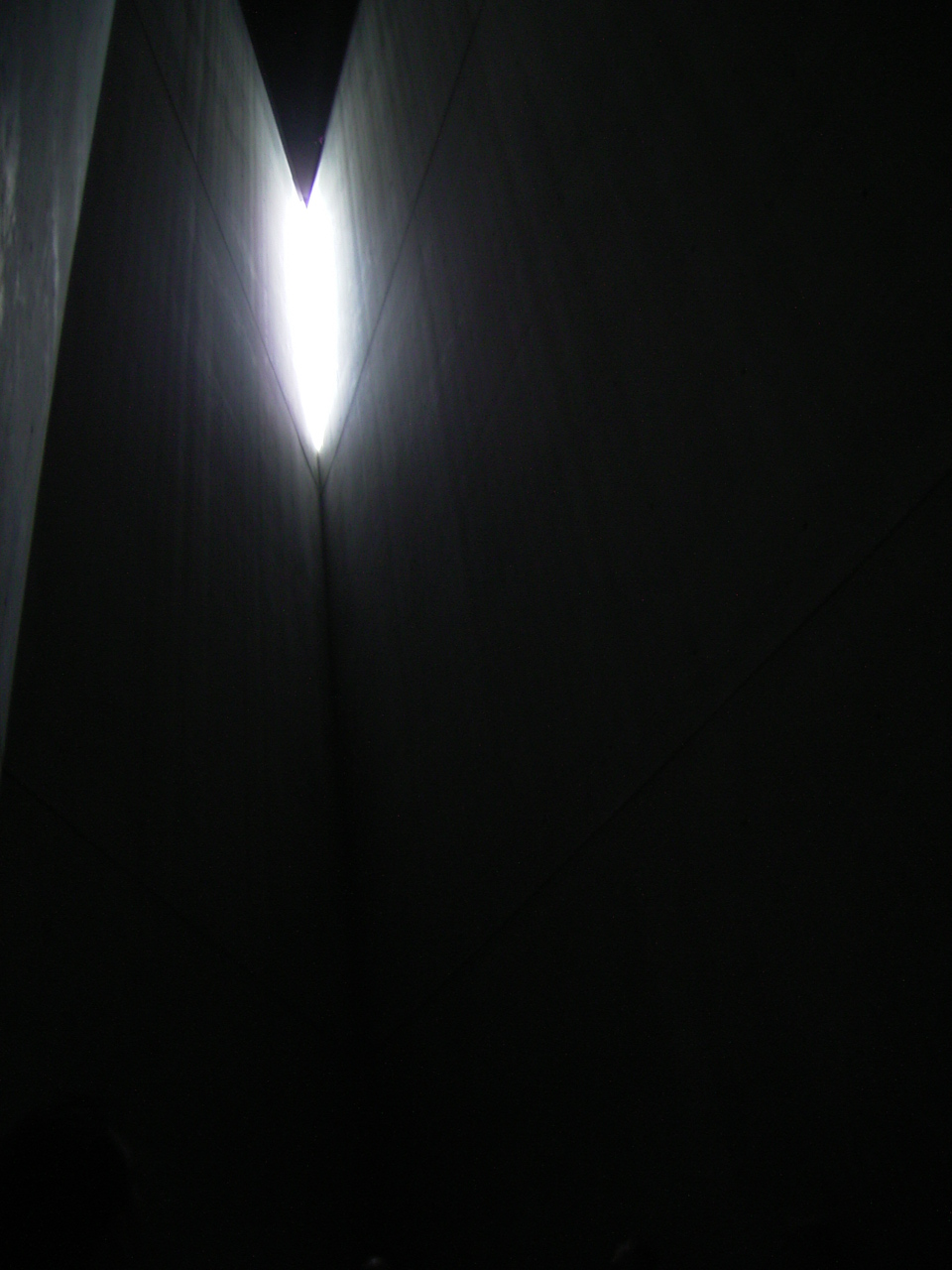
浩劫塔內部
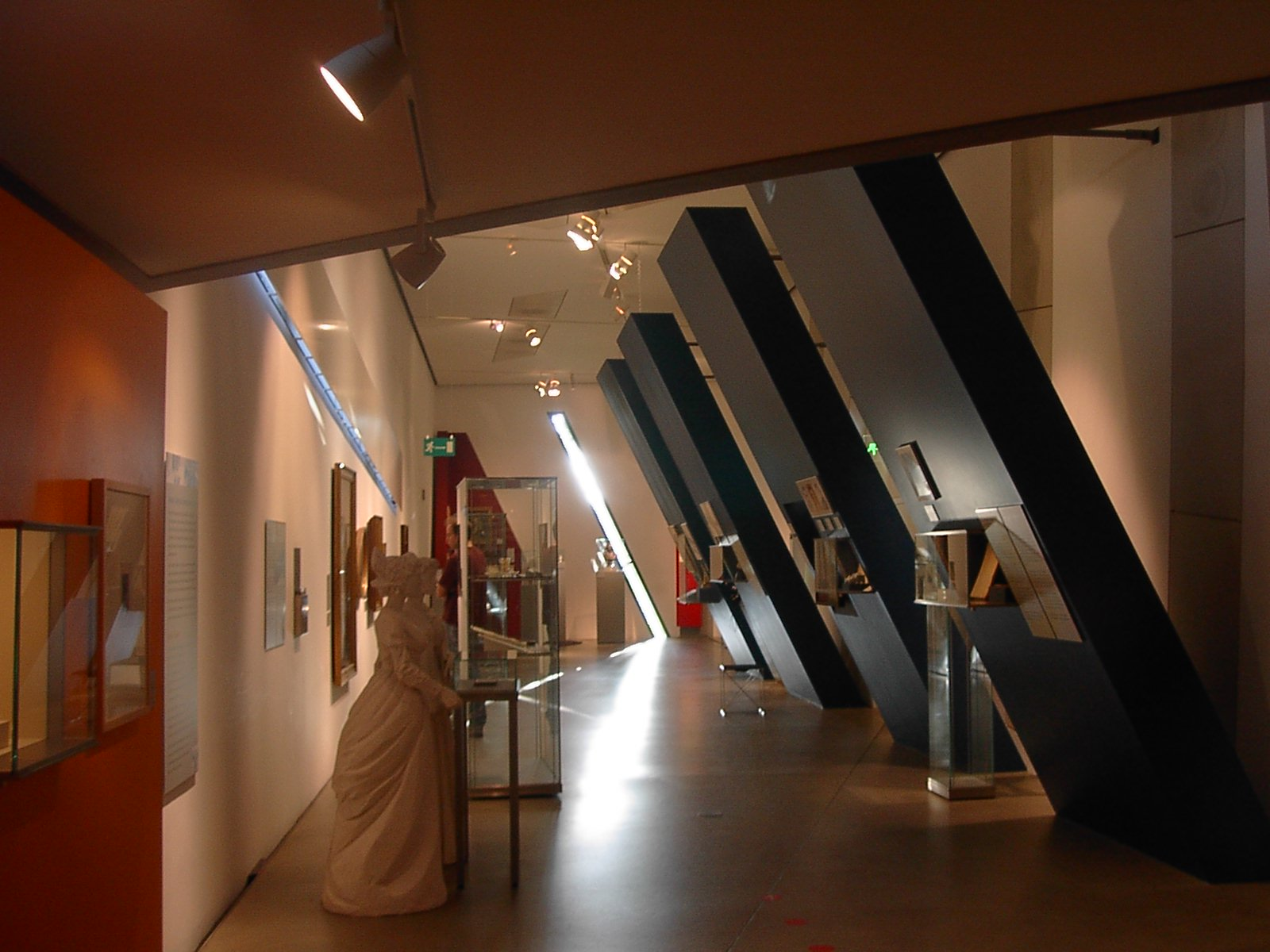
內部展廳
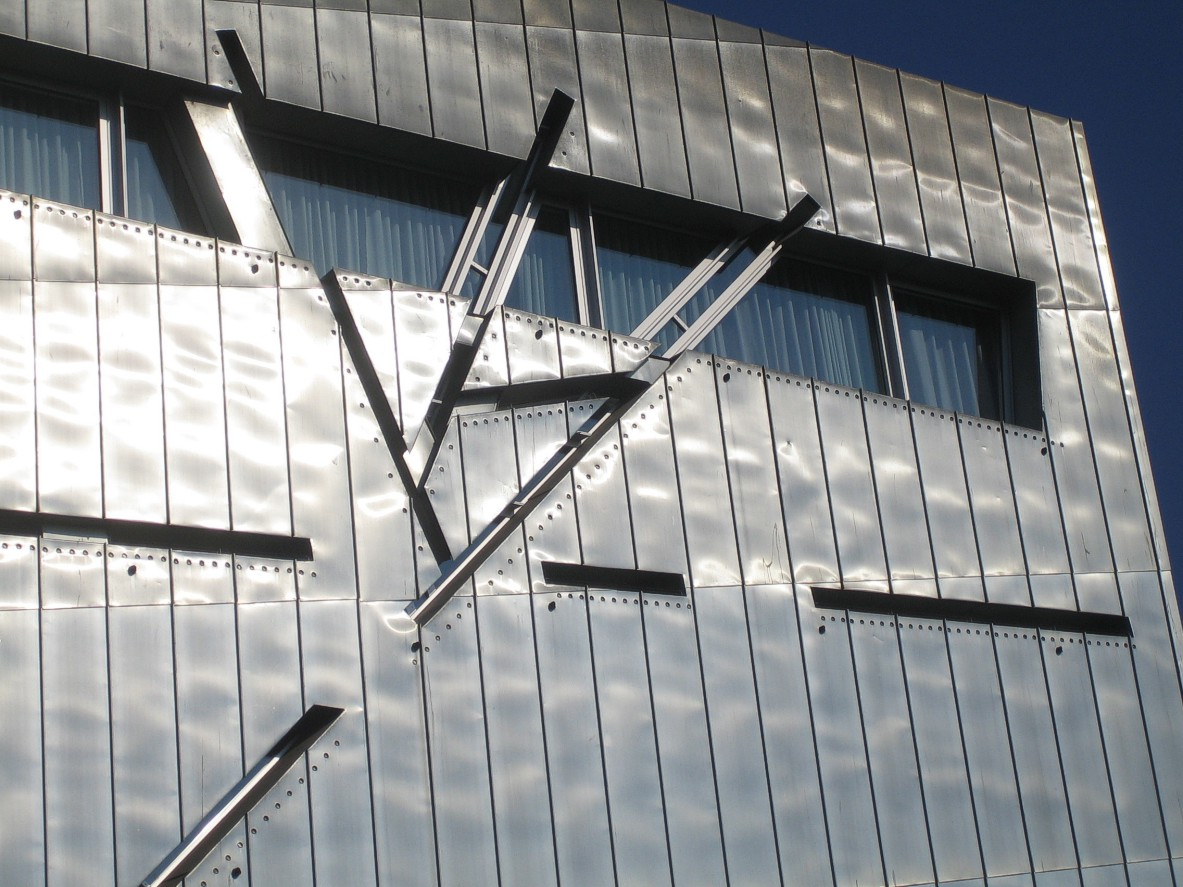
鍍鋅的外牆，斜線的窗戶
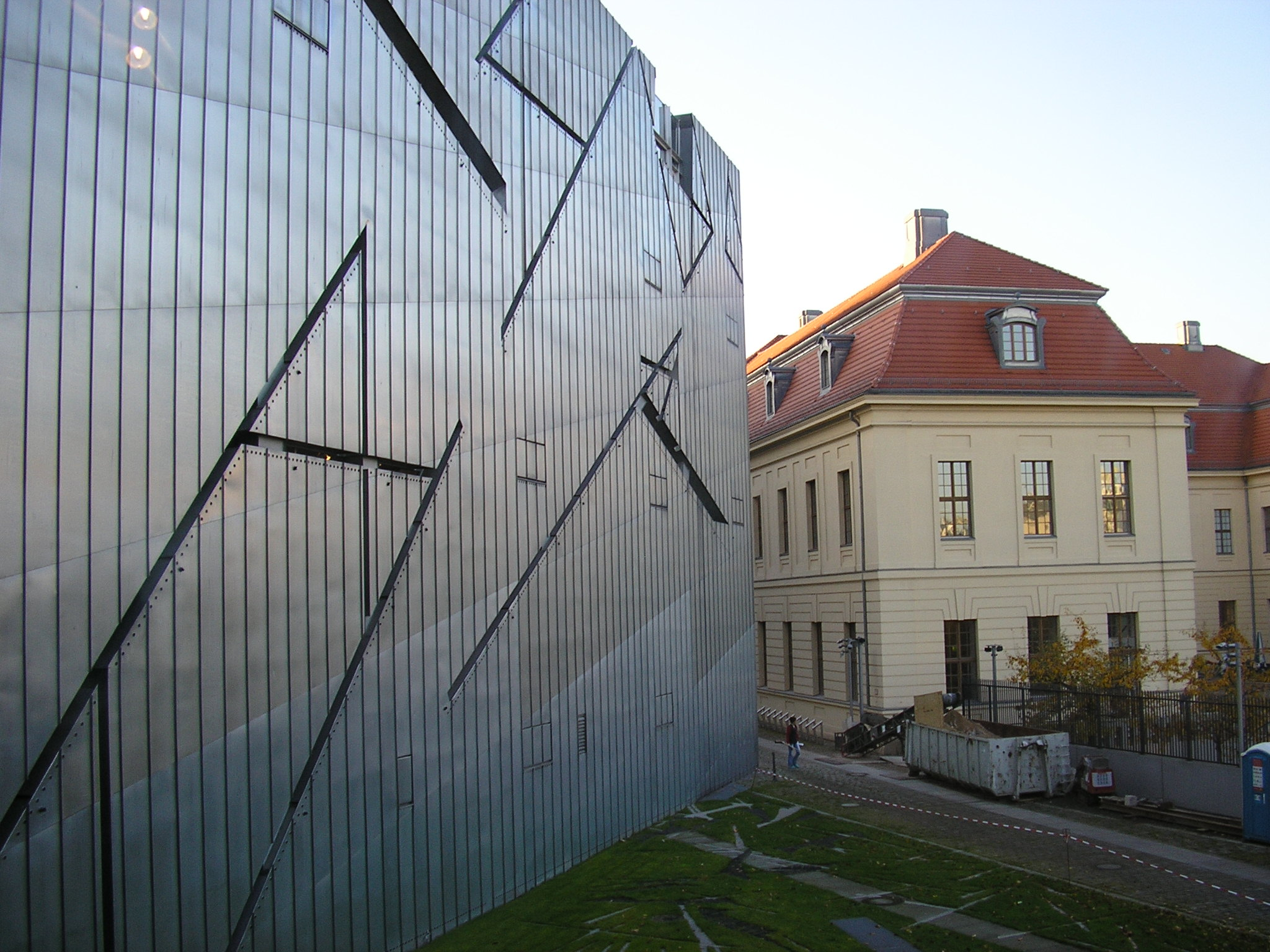
與隔壁德國歷史博物館的對照

## 相關書目
- 《柏林最後的猶太人》The Last Jews in Berlin，里歐納·葛羅斯（Leonard Gross）／著 ISBN 0-553-23653-9

## 外部連結
- 博物館網站 （页面存档备份，存于）